# Stávka SAG-AFTRA 2023
Stávka SAG-AFTRA 2023 byla odborová stávka, která probíhala mezi 14. červencem a 9. listopadem 2023, při níž Americký odborový svaz herců a televizních a rozhlasových umělců (SAG-AFTRA) vstoupil do stávky kvůli pracovněprávnímu sporu s Aliancí filmových a televizních producentů (AMPTP). Jedná se o nejdelší stávku v historii svazu SAG-AFTRA, která měla spolu se stávkou Sdružení amerických scenáristů za důsledek ztrátu přes 45 tisíc pracovních míst.
Spolu se stávkou Sdružení amerických scenáristů (která skončila 27. září 2023) je součástí řady širších hollywoodských pracovních sporů. Tyto stávky přispěly k největšímu přerušení amerického filmového a televizního průmyslu od pandemie covidu-19 v roce 2020. Kromě solidarity se scenáristy jsou důvodem stávky změny v odvětví způsobené online streamováním a jeho vlivem na dodatečné honoráře pro herce, a také kvůli obavám z nových technologií, jako je umělá inteligence. Stávka je prvním případem od roku 1980, kdy herci ve Spojených státech iniciovali pracovněprávní spor od stávky herců, a prvním případem od roku 1960, kdy herci a scenáristé vystoupili do společné stávky. 
Jednání mezi SAG-AFTRA a AMPTP probíhala mezi dny 2.–⁠11. října a znovu se obnovily dne 24. října 2023. Dne 8. listopadu 2023 bylo dosaženo předběžně dohody. Stávka skončila dne 9. listopadu v 00:01 PDT po 118 dnech. Dne 5. prosince 2023 členové SAG-AFTRA smlouvu oficiálně ratifikovali, přičemž pro hlasovalo více než 78 % členů.

## Pozadí

### Unionizace v USA
Americký odborový svaz televizních a rozhlasových umělců (SAG-AFTRA) je odborový svaz, který zastupuje přibližně 160 000 mediálních umělců a bavičů. Aliance filmových a televizních producentů (AMPTP) zastupuje filmová a televizní studia při jednání s odbory, jako je SAG-AFTRA, Asociace amerických filmových režisérů (DGA) a Sdružení amerických scenáristů (WGA). SAG-AFTRA vznikla sloučením Screen Actors Guild (SAG) a Americké federace televizních a rozhlasových umělců (AFTRA) v březnu 2012, což umožnilo SAG-AFTRA zastupovat nejen herce, ale také novináře, moderátory talk show a další pracovníky ve vysíláních. WGA a Screen Actors Guild nestávkovaly současně od roku 1960, kdy se herci přidali ke stávkujícím scenáristům kvůli dodatečným honorářům za filmy prodané televizním stanicím. Stávka herců v roce 1980 zahrnovala společné úsilí svazů SAG a AFTRA. K největší stávce SAG-AFTRA od roku 1980 došlo v roce 2000, kdy komerční aktéři vstoupili do stávky, aby prosadili pokračování dodatečných honorářů proti odporu inzerentů.
Během poslední dekády a vzestupu streamovacích služeb byli scenáristé a herci frustrovaní politikou studií ohledně dodatečných honorářů ze streamovacích služeb; úpadek síťové televize vedl k silnějšímu spoléhání se na dodatečné honoráře. Stávka WGA v letech 2007–2008 byla motivována z velké části vedením studia, které trvalo na tom, že autoři by neměli dostávat žádné dodatečné honoráře ze streamovacích služeb. Dle organizace NPR stávka v letech 2007–2008 stála město Los Angeles odhadem 1,5 miliardy dolarů. Stejně jako u stávkujících scenáristů z WGA i herci vyjádřili obavy z použití umělé inteligence a poznamenali, že by mohla být použita k replikaci jejich podoby.

### Aktivita před stávkou
Týdny poté, co Sdružení amerických scenáristů v květnu 2023 vstoupilo do stávky, představenstvo SAG-AFTRA jednomyslně souhlasilo s hlasováním o povolení stávky před obnovením smlouvy; SAG-AFTRA schválila novou smlouvu v roce 2020 a vypršela dne 30. června 2023. Odbory uvedly, že nemají v úmyslu stávkovat, ale že se snaží poskytnout svým vyjednavačům „maximální vyjednávací pomoc“ před jednáními dne 7. června 2023. SAG-AFTRA uvedla několik problémů v jednáních, včetně „ekonomické spravedlnosti, dodatečných honorářů a regulace používání umělé inteligence“, a řekla svým členům, že AMPTP by snížili hercům platy, aby „podložili zisky korporací“. Ve videu zveřejněném dne 30. května 2023 členové SAG-AFTRA Julia Louis-Dreyfus, Jean Smartová a Kumail Nanjiani apelovali na členy, aby hlasovali pro stávku, ale uvedli, že hlasování o povolení stávky je pouze nástrojem vyjednávání, nikoli hlasováním o okamžité stávce.

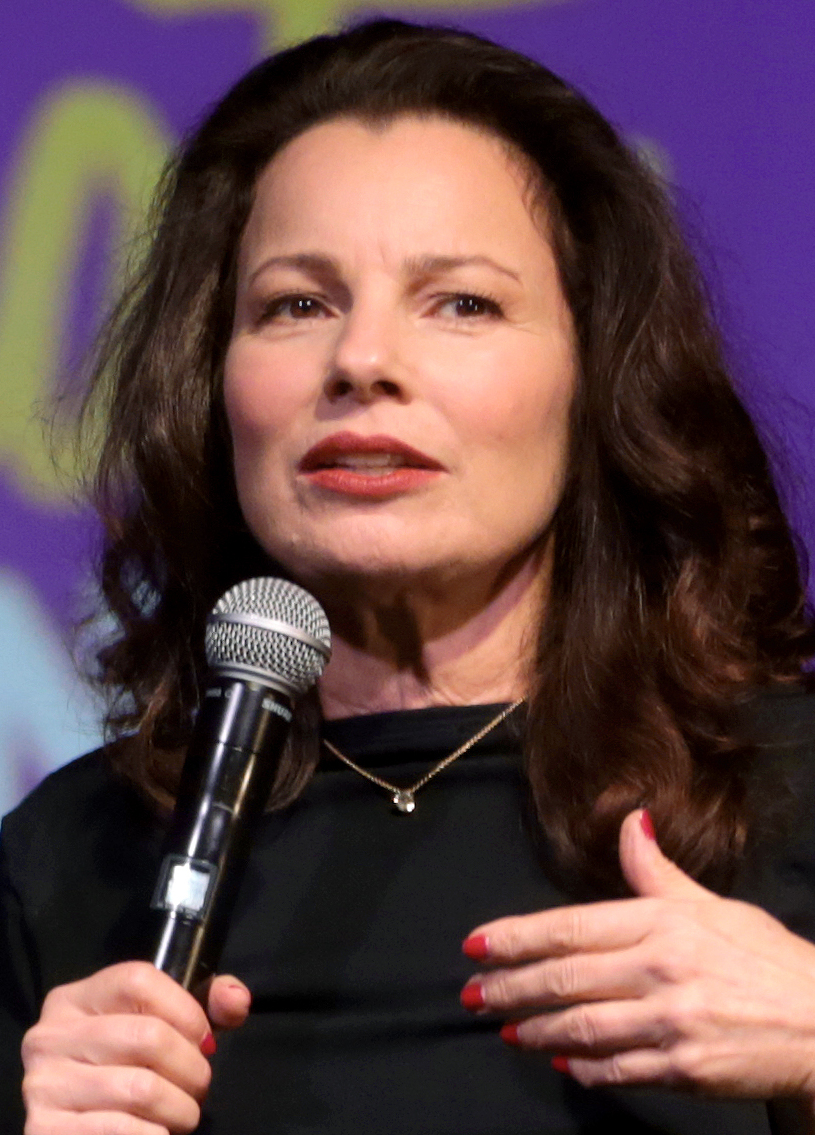
Fran Drescher, prezidentka SAG-AFTRA, oznámila začátek stávky dne 13. července 2023

Dne 5. června 2023 schválila SAG-AFTRA povolení stávky, kdy 98 % členů hlasovalo pro. Významní členové – včetně Meryl Streepové, Jennifer Lawrenceové a Rami Maleka – signalizovali svou ochotu stávkovat před termínem stávky, aby bylo dosaženo „transformativní dohody“ navzdory „extrémně produktivním“ jednáním. SAG-AFTRA souhlasila s prodloužením jednání do půlnoci dne 13. července 2023 ve snaze vyhnout se stávce, ale jednání zkrachovala v červenci 2023. SAG-AFTRA provedla průzkum mezi členy ohledně stávky dne 5. července 2023 a o dva dny později začala připravovat demonstrace.
AMPTP souhlasila s „žádostí na poslední chvíli“ ke zprostředkování od vládní agentury dne 11. července 2023; ředitel kongresu a veřejných záležitostí Greg Raelson uvedl, že následující den bude přítomen federální mediátor. Na druhé straně SAG-AFTRA obvinila AMPTP z pokusu prodloužit jednání po stanoveném termínu a zopakovala, že po 12. červenci 2023 nebude pokračovat ve vyjednáváních. Řada významných herců, včetně Lawrenceové a Maleka, pak znovu potvrdila svou podporu podpisem dopisu, v němž vyzvali odbory k opatřením a vyjádřili ochotu stávkovat. Později časopis Variety uvedl, že jednání se zhroutila poté, co prezidentka AMPTP Carol Lombardiniová urazila vyjednavače tím, že jim řekla, aby „byli civilizovaní“ a odvrátili stávku, což způsobilo odchod odborových vyjednavačů. V reakci na komentář Lombardini prezidentka SAG-AFTRA Fran Drescher údajně řekla vyjednavačům AMPTP „nyní máte dva odbory ve stávce“, když odcházela.
Dne 13. července, bez dohody mezi SAG-AFTRA a AMPTP, vyjednávací výbor SAG-AFTRA jednomyslně odhlasoval doporučení stávky národní radě svazu. Národní rada uspořádala hlasování o oficiálním schválení stávky. Prezidentka odborového svazu Fran Drescher oznámila, že stávka začne o půlnoci dne 14. července; herecké obsazení filmu Oppenheimer opustilo předčasně londýnskou premiéru filmu. Drescher, ke které se připojil hlavní vyjednavač Duncan Crabtree-Ireland, tvrdila, že stávka byla neochotnou poslední možností, a popsala navrhovanou smlouvu jako „přemísťování nábytku na Titaniku“. Na tiskové konferenci Crabtree-Ireland tvrdil, že AMPTP se pokusilo začlenit návrh, který umožňoval studiím mít za jednorázový poplatek odpovídající jednodennímu platu exkluzivní a neurčitá práva na podobizny komparzistů, včetně použití umělé inteligence a replikovat je tak na obrazovce. Mediální komentátoři to přirovnali k filmu Futurologický kongres (2013) a epizodě šesté řady seriálu Černé zrcadlo „Joan Is Awful“ (2023). AMPTP však tato tvrzení popřela a uvedla, že jejich návrh by umožnil použití těchto replik v rámci konkrétního filmu, pro který jsou použity, a že jakékoli jiné použití bude vyžadovat souhlas a další kompenzaci.

## Časová osa jednání a stávek

### Červenec 2023
Stávka oficiálně započala dne 14. července. V rámci pravidel zavedených dne 10. července se herci nemohou zapojit do filmových nebo televizních produkcí, nemohou propagovat žádné filmy ani pořady a účastnit se tiskových konferencí, filmových premiér a jiných událostí – včetně San Diego Comic-Con, který byl naplánován na 20.–23. července. Stávkování se nevztahuje na členy SAG-AFTRA, kteří pracují na základě smluv, které odbory sjednají odděleně od smlouvy s AMPTP. Práce v podcastech, „mikrorozpočtových“ nezávislých filmech a studentských filmech je povolena, stejně jako „neskriptovaná“ televizní tvorba, jako jsou herní pořady, soutěžní reality show, dokumenty a talk show. Mezinárodně jsou členové SAG-AFTRA oprávněni pokračovat v práci ve Spojeném království na základě předem uzavřených smluv s Equity, protože zákony Spojeného království kriminalizují solidární stávky. Seriál Rod draka společnosti HBO tak pokračoval v natáčení ve Spojeném království s herci, kteří jsou členy SAG-AFTRA, působícími na základě smluv s Equity, což vyvolalo odpor mezi fanoušky seriálu.
Dne 17. července SAG-AFTRA vydala dvanáctistránkové prohlášení, ve kterém nastínila kolaps vyjednávání a podmínky, které považovala za nepřijatelné, včetně pětiprocentního navýšení platů pro herce, zatímco odbory požadovaly jedenáct procent. AMPTP vydala prohlášení, ve kterém zdůraznila, že její akce byly „záměrně zkreslovány“ a že SAG-AFTRA se rozhodla přejít „nejlukrativnější obchod, jaký jsme kdy vyjednali... v hodnotě 318 milionů dolarů za tříletou smlouvu.“
Dne 18. července byla společnost NBCUniversal obviněna z podnikání v Universal Studios s cílem odradit nebo ohrozit demonstranty a porušit jejich právo protestovat. V reakci na to vydaly SAG-AFTRA a WGA společnou stížnost Národní radě pro pracovní vztahy proti NBCUniversal, v níž obvinily společnost z narušování jejich práva demonstrovat a ohrožování jejich členů. Writers Guild of America West dodatečně podala petici AMPTP v reakci na selhání NBCUniversal instalovat bariéry na ochranu demonstrantů WGA a SAG-AFTRA. NBCUniversal reagoval pro The Hollywood Reporter v prohlášení: „Jsme si vědomi stížností WGA a SAG-AFTRA. Pevně věříme, že společnost splnila naše zákonné povinnosti podle zákona o národních pracovních vztazích (NLRA) a budeme spolupracovat s ohledem na jakékoli dotazy Národní rady pro pracovní vztahy k tomuto problému. I když chápeme, že načasování našeho víceletého stavebního projektu vytvořilo pro demonstranty problémy, nadále pracujeme s veřejnými agenturami na zvýšení přístupu. Podporujeme práva odborů na bezpečné demonstrování.“
Dne 19. července 2023 SAG-AFTRA udělila výjimku dalším filmům, které se mají během stávky natáčet; v natáčení podle pravidel stávky tak mohlo pokračovat 56 filmů.
Dne 25. července 2023 se na Times Square od 9:30 do poledne shromáždily tisíce herců, aby vyjádřili své obavy ohledně spravedlivých mezd. Hlavní smluvní vyjednavač SAG-AFTRA, Duncan Crabtree-Ireland, hovořil o boji, kterému unie čelí s AMPTP. Mnoho celebrit proneslo projevy, aby vyjádřily své obavy o budoucnosti jejich odborů a technologickém pokroku v tomto odvětví. Mezi přítomnými byli například: Lauren Ambrose, Matt Bomer, Christine Baranski, Steve Buscemi, Bobby Cannavale, Bryan Cranston, Jessica Chastainová, Jennifer Ehle, Brendan Fraser, Danai Gurira, Jill Hennessy, Marin Hinkle, Stephen Lang, Chloë Grace Moretzová, Michael Shannon, Christian Slater, Corey Stoll, Merritt Wever a Rachel Zegler.

### Srpen 2023
Stávkování bylo den 21. srpna na jeden den přerušeno kvůli hurikánu Hilary.

### Září 2023
Dne 1. září Národní rada SAG-AFTRA odhlasovala zaslání hlasování o povolení stávky videoher svým členům a dne 25. září výsledky ukázaly, že 98,32 % hlasů bylo pro.
Poté, co WGA a AMPTP dosáhly dne 24. září předběžné dohody, která vedla k oficiálnímu ukončení stávky scenáristů dne 27. září, SAG-AFTRA oznámila, že stále zůstává ve stávce a vyzvala k obnovení jednání s AMPTP. Později téhož dne SAG-AFTRA a AMPTP společně oznámily, že „obnoví jednání o nové televizní/divadelní smlouvě v pondělí 2. října.“

### Říjen 2023
Dne 2. října se SAG-AFTRA a AMPTP sešly k jednání na prvním setkání mezi oběma odbory od začátku stávky dne 14. července. Na rozdíl od jednání WGA se jednání SAG-AFTRA konala v ústředí SAG-AFTRA na Wilshire Boulevard místo v ústředí AMPTP v Sherman Oaks, protože podle webu Deadline byli představitelé SAG-AFTRA nespokojeni „s nastavením AMPTP“ a chtěli změnu místa. Mezi zúčastněné patřili šéfka AMPTP Carol Lombardini, Donna Langley (NBCUniversal), David Zaslav (Warner Bros. Discovery), Ted Sarandos (Netflix), Bob Iger (Disney), stejně jako Fran Drescher, Duncan Crabtree-Ireland a Ray Rodriguez ze SAG-AFTRA. Jednání skončilo oznámením, že se znovu sejdou 4. října. Jednání pokračovala od 4. října do 9. října, kdy společné prohlášení oznámilo schůzku na 11. října. Jednání však dne 11. října skončila.
Počínaje 12. říjnem bylo uvedeno mnoho důvodů, proč se jednání pozastavila. Sarandos řekl, že rozhovory ztroskotaly, protože SAG-AFTRA „zavedla poplatek na předplatitele i v [jiných] oblastech“, což podle něj zašlo „příliš daleko“. SAG-AFTRA však obvinila AMPTP z používání „šikany“ a prezidentka SAG-AFTRA Fran Drescher uvedla, že AMPTP „nám poskytla balíček návrhů. Pracovali jsme na něm asi 36 hodin. Přinesli jsme ho zpátky k nim. Prošli jsme jednotlivými vody a oni odešli a pak zavolali o několik hodin později a řekli: 'Přerušujeme jednání'.“ Drescher také řekla, že SAG-AFTRA chce pokračovat v jednáních. Duncan Crabtree-Ireland (SAG-AFTRA) také odpověděl, že „veřejné prohlášení generálních ředitelů v jejich tiskové zprávě z AMPTP charakterizovalo naše požadavky jako přehnané. Ale ve skutečnosti si nemyslíme, že jsou. Čísla, která použili jsou divoce nadhodnocené.“
Dne 16. října SAG-AFTRA oznámila, že naplánuje jednání ohledně nové smlouvy o videohrách.
Dne 19. října web Deadline Hollywood oznámil, že hovor přes Zoom mezi hollywoodskými hvězdami (George Clooney, Scarlett Johanssonová, Kerry Washingtonová, Tyler Perry, Bradley Cooper, Meryl Streepová, Jennifer Aniston, Robert De Niro, Ben Affleck, Laura Dernová, Emma Stoneová, Reese Witherspoonová, Ryan Reynolds a Ariana DeBose) a vedoucími představiteli SAG-AFTRA představil návrh, který „činí největší příjmy města, které uhradí náklady signatářům AMPTP odstraněním maxima členských příspěvků, které mají být použity k posílení zdravotních výhod a dalším oblastem, které se SAG-AFTRA snaží podpořit. Nabídka by odstranila maximální limit 1 milionu dolarů na členské příspěvky,“ a nakonec by přinesla 150 milionů dolarů za tři roky. Zatímco Crabtree-Ireland považoval tento návrh za „hodný přezkoumání a zvážení“ jako „někdo, kdo chce pomoci, není někdo, kdo chce podkopnout,“ Drescher nakonec nabídku odmítla s tím, že není proveditelná. Místo toho vyzvala AMPTP, aby obnovila jednání se SAG-AFTRA.
Dne 20. října herečka a bývalá prezidentka SAG Melissa Gilbert odmítla zprávu od SAG-AFTRA, že by herci neměli nosit halloweenské kostýmy postav z „úderných společností“, a řekla: „Tohle je to, s čím jste přišli? Doslova nikoho nezajímá, co si kdo obleče na Halloween... opravdu si myslíte, že tento druh infantilních věcí ukončí stávku? ... řekněte mi prosím, že toto pravidlo zrušíte... a jděte vyjednávat!... lidé mocně trpí... tohle je ten druh hloupých keců, který nás drží ve stávce.“
Dne 21. října bylo ve společném prohlášení oznámeno, že jednání budou obnovena dne 24. října 2023. Dne 24. října, po celodenním vyjednávání, byl původní plán setkání z 25. října přesunut na 26. října. Jednání tak byla obnovena 26. října, přičemž Crabtree-Ireland prohlásil, že se „100% soustředí na férovou dohodu u stolu... Jsem opatrně optimistický, že se to může stát. Nechci vlastně charakterizovat, co se děje v místnost, ale my se opravdu soustředíme na to, abychom zůstali připraveni a soustředili se na to, abychom jednání dokončili.“ Anonymní účastník také uvedl pro web The Wrap, že „studia věří, že pokud se během příštího týdne nedokážou dohodnout se Screen Actors Guild, která je ve stávce od 14. července, pak žádná nová produkce nebude moci začít dříve něž v roce 2024.“ Po jednání oznámili, že jednání budou pokračovat 27. října. Dne 26. října byl také vyjednávacímu výboru SAG-AFTRA zaslán veřejný dopis podepsaný tisíci předních herců (například Sarah Paulsonová, Pedro Pascal, Sandra Oh, Jon Hamm a Julia Louis-Dreyfus), který je povzbuzoval, aby pokračovali v boji za své hodnoty, spíše než aby podléhali požadavkům studií, se slovy: „Tak těžké jako tohle je, raději zůstaneme ve stávce, než abychom uzavřeli špatnou dohodu.“
Dne 27. října 2023 jednání pokračovala, ale k dohodě nedošlo a bylo oznámeno, že jednání budou pokračovat o víkendu. Čtyři generální ředitelé studií se setkání nezúčastnili a místo nich se zúčastnila Lombardini, prezidentka AMPTP. Dne 28. října proběhlo virtuální setkání mezi představiteli SAG-AFTRA Drescher, Crabtree-Irealandem a vyjednávacím výborem SAG-AFTRA, přičemž svaz čeká na odpověď od studií a plánuje se s nimi znovu setkat dne 29. října.
Po přerušované komunikaci dne 29. října zdroj ze svazu sdělil webu Deadline Hollywood, že „je tu pocit optimismu... vypadá to, že jsme v posledním úseku.“ Deadline také uvedl, že „obě strany vyjádřily přesvědčení, že dohoda může být dosažena během několika dní, ale jak bylo dříve varováno, situace je stále proměnlivá. Z našeho porozumění SAG-AFTRA a studia získala „významnou“ trakci při překlenutí jejich propasti nad tím, co bylo nazváno jako kompenzace založená na úspěchu za streamované pořady a jejich obsazení.“ Pozdě večer SAG-AFTRA uvedla: „Obě strany budou v pondělí pracovat nezávisle a na konci dne se znovu zapojí do společných jednání.“ Následující den Crabtree-Ireland informoval Deadline, že víkendová jednání byla „produktivní“ a nadále zůstává „opatrně optimistický, pokud jde o dosahování pokroku“. Také podle Deadline řekl, že SAG-AFTRA a AMPTP „zatím nejen ‚tečují I' a kříží T'... Dodal, že AI je aktuálním středem rozhovorů.“ Později odpoledne „jednotlivec s vysokou pozicí“ řekl Deadline Hollywood, že „ještě je potřeba udělat hodně práce.“ Jiný zdroj řekl webu Deadline, „teď máme hodně společného a musíme na tom stavět... podrobnosti se ještě musí určit, ale jdeme správným směrem.“ Ten večer SAG-AFTRA vydala prohlášení, že se znovu setkají dne 31. října.
Dne 31. října rozhovory předčasně skončily s ohledem na rodiny slavící Halloween, se záměrem sejít se znovu dne 1. listopadu a s plánem na další setkání později v týdnu, pokud to bude potřeba.

### Listopad 2023
Schůzky pokračovaly od 1. listopadu do 3. listopadu. Dne 4. listopadu hlavní vyjednavači SAG-AFTRA uvedli, že „dnes obdrželi nabídku od AMPTP, kterou charakterizovali jako svou ‚poslední, nejlepší a konečnou nabídku‘... přezkoumáváme ji a zvažujeme naši odpověď.“ Dne 5. listopadu zaslala SAG-AFTRA svým členům prohlášení, že vyjednávací tým „analyzoval a důkladně prodiskutoval protinávrh AMPTP celý den dlouho do noci a bude pokračovat v jednání v pondělí“. Dne 6. listopadu zaslala SAG-AFTRA svým členům dopis, ve kterém stálo: „Dnes ráno naši vyjednavači formálně odpověděli na „Poslední, nejlepší a konečnou“ nabídku AMPTP... existuje několik zásadních bodů, na kterých stále nemáme dohodu, včetně AI.“ Později v ten večer web Deadline Hollywood oznámil, že virtuální setkání skončilo pozdě s plány na pokračování jednání. Člověk ze studia zasvěcený do studia řekl webu Deadline, že „toto byla produktivní relace, je potřeba ještě nějaké práce, než dojde k dohodě.“ Dne 7. listopadu se SAG-AFTRA a AMPTP opět setkaly. „Zdroj svazu“ řekl Deadline Hollywood, že „jsou s dohodou velmi blízko... ještě nehotoví, ale velmi blízko se silnou ochranou." Setkání však skončilo bez dohody a s plány na pokračování jednání dne 8. listopadu. Kromě toho Deadline Hollywood oznámil, že „z několika zdrojů slyšel, že prezidentka svazu Fran Drescher byla prestižními herci dotázána, zda je dohoda blízko.“

## Reakce

### Reakce mediálních manažerů
Před koncem jednání SAG-AFTRA jeden anonymní pracovník AMPTP uvedl, že jejich současnou strategií je „nechat věci, aby se táhly, dokud členové odborů [začnou] ztrácet své byty a ztrácet své domy“, aby přinutili SAG-AFTRA do méně výhodných vyjednávacích pozic.
Casey Bloys, generální ředitel společností HBO a Max, řekl, že stávka „vše zpomalí“. Předpověděl, že stávka výrazně ovlivní sezónu 2024.
Bob Iger, generální ředitel společnosti The Walt Disney Company, uvedl, že požadavky herců „nejsou realistické“ a dodal, že „přidávají k řadě výzev, kterým tento byznys již čelí“. Iger byl za tyto poznámky kritizován ve kontrastu s jeho smlouvou s Disney, která mu umožňuje v roce 2023 vydělat až 27 milionů dolarů. Web TheWrap napsal, že Iger vydělává více než 500násobek průměrného platu zaměstnanců Disney, zatímco magazín Town & Country napsal, že je to ve skutečnosti 1242násobek průměrného platu zaměstnance Disney. Když byla Drescher dotázána na Igerovy poznámky, popsala je jako „odporné“. Igera označila za „zemského barona“, který „nemá ponětí o tom, co se skutečně děje“. Herec Bryan Cranston Igerovi odpověděl: „Nenecháme si vzít práce roboty.“

### Reakce politiků
Svou podporu herecké unii vyjádřili americký prezident Joe Biden, americký senátor Bernie Sanders a starostka Los Angeles Karen Bassová. Biden předtím vyjádřil podporu scenáristům ve stávce v květnu 2023. Někteří politici se sami připojili k demonstracím, včetně starosty Burbanku Konstantina Anthonyho (který je sám členem SAG-AFTRA) a člena Sněmovny reprezentantů Adama Schiffa. Členka Sněmovny reprezentantů Alexandria Ocasio-Cortezová se připojila k demonstraci před ateliéry společnosti Netflix v New Yorku. Kritizovala bohatství studií, zatímco průměrný scenárista nebo herec se snaží získat přístup ke zdravotní péči a zdůraznila sílu přímé akce při dosahování ekonomických vítězství.